# Luiseño jezik
Luiseño jezik (ISO 639-3: lui), šošonski jezik kojim još govori 35 Indijanaca (2000 L. Hinton) od 2 000 etničkih Luiseña (2000 A. Yamamoto) u južnoj Kaliforniji. Klasificiran je u takijske jezike i užoj cupanskoj skupini. 
Jednim njegovim jednim dijalektom govorili su Juaneño Indijanci, to je juaneño ili ajachema, ajachemem, agachemem, acgachemem, no on je danas izumro. Drugi dijalekt je luiseño vlastiti.
Oba dijalekta bila su dosta razumljiva jedna drugom, a imena su dobila po misijama na kojim a su se govorili, to su San Luis Rey (luiseño) i San Juan Capistrano (juaneño). Oba dijalekta je opsežno dikumentirao 1930.-tih J. P. Harrington.
Oba plemena danas žive na rezervatima La Jolla, Rincon, Pauma, Pechanga i Pala, te u gradu San Juan Capistrano, Kalifornija.  

## Vanjske poveznice
- Ethnologue (14th)
- Ethnologue (15th)
- The Luiseño Language